# Paragem de Santa Cruz
A Paragem de Santa Cruz foi uma gare ferroviária da Linha do Porto à Póvoa e Famalicão, que servia a localidade de Santa Cruz do Bispo, no concelho de Matosinhos, em Portugal.

## História
Esta interface situava-se no troço da Linha da Póvoa entre Porto-Boavista e a Póvoa de Varzim, que abriu à exploração em 1 de Outubro de 1875, pela Companhia do Caminho de Ferro do Porto à Póvoa.